# Nanostrangalia munita
Nanostrangalia munita är en skalbaggsart som beskrevs av Holzschuh 1999. Nanostrangalia munita ingår i släktet Nanostrangalia och familjen långhorningar.
Artens utbredningsområde är Laos. Inga underarter finns listade i Catalogue of Life.